# Companies Commission of Malaysia
Die Companies Commission of Malaysia (mal. Suruhanjaya Syarikat Malaysia) (SSM) ist das nationale malaysische Handelsregister und ist für die Gründung und Löschung von Gesellschaftsformen nach malaysischem Recht und die Registrierung ausländischer Gesellschaften in Malaysia verantwortlich. Sie ist als Körperschaft des öffentlichen Rechts (statutory body) organisiert und unterscheidet sich dadurch von Handelsregistern anderer Länder, die als Gerichte oder Verwaltungsbehörden bestehen.

## Geschichte
Die Organisation wurde 2002 aufgrund des Companies Commission of Malaysia Act 2001 gegründet. Bei dieser Gründung wurden zwei Registerbörden, die Registry of Business für Personengesellschaften und die Registry of Companies für Kapitalgesellschaften aufgelöst und die Aufgaben in die neu geschaffene Organisation überführt.

## Organisation
Die Hauptverwaltung befindet sich in Kuala Lumpur, während in jedem malaiischen Bundesstaat mindestens eine Zweigstelle vorhanden ist. Organisatorisch führt das Ministry of Domestic Trade, Co-operatives and Consumerism die Aufsicht über das Handelsregister, da nach dem Gesetz der Minister den Verwaltungsrat (Commission) bestellt. Die Geschäftsführung wird durch den Chief Executive Officer geleitet, dem zwei Direktoren beigestellt sind. Direkt unterstellt sind dem CEO das Internal Audit und die Training Academy, während sich das Handelsregister in drei Abteilungen aufgliedert:
- Registry and Business Services beschäftigt sich mit der Gründung, Auflösung und der Insolvenz von Gesellschaften.
- Cooperate Services ist für die Administration des Handelsregisters, die Personalführung und den Haushalt verantwortlich.
- Regulatory and Enforcement führt externe Audits und Inspektionen durch.